# Бертран III де Бо
Бертран III де Бо (фр. Bertrand III des Baux, ум. 1305) — принц-соправитель Оранский, сеньор де Куртезон, де Сюз и де Солерье с 1278/1279.
Сын Раймонда II (ум. 1278/1279), принца-соправителя Оранского, сеньора де Куртезон.
После смерти своего отца стал соправителем двоюродного деда Раймонда I, затем его сына Бертрана IV. В 1288 продал Бертрану IV свою часть Оранского княжества в обмен на сеньорию Куртезон, и с тех пор был князем-соправителем лишь номинально.
1 декабря 1300 объявил единственным наследником старшего сына Раймонда VI. Затем уехал в Рим, оттуда в Святую Землю, где и умер в 1305.

## Семья
- 1-й брак: Стефанетта де Бо, дочь Гильома де Бо, сына Раймонда I де Бо, принца Оранского

Дети:
- Раймонд VI (ум. 1332), принц-соправитель Оранский, сеньор де Куртезон.
- Барраль де Бо
- Гильом де Бо, рыцарь-иоаннит
- Банселен де Бо, монах
- Бертран V (ум. 1345), сеньор де Куртезон. В 1328 камергер короля Роберта I и генерал-капитан Кампании. В 1340—1343 сенешаль в Пьемонте и Ломбардии. Жена: Маргарита де Бо, дочь Бертрана IV, принца Оранского
- Гуго (ум. 1315), граф Солето
- Амьель I (ум. 1351), барон ди Авелла
- 2-й брак: Бертранда Жиро